# جيم كروفورد (لاعب كرة قاعدة)
جيم كروفورد (بالإنجليزية: Jim Crawford)‏ هو لاعب كرة قاعدة أمريكي، ولد في 29 سبتمبر 1950 في شيكاغو في الولايات المتحدة.

## وصلات خارجية
- جيم كروفورد على موقع دوري كرة القاعدة الرئيسي (الإنجليزية)
- جيم كروفورد على موقعبيزبول رفرنس.كوم (الدوري الرئيسي) (الإنجليزية)
- جيم كروفورد على موقعبيزبول رفرنس.كوم (الدوري الثانوي) (الإنجليزية)